# Theobald I. (Blois)
Theobald I. von Blois (französisch: Thibaud; * um 910; † 16. Januar 975), genannt der Betrüger (le Tricheur oder Tricator), war ein Vizegraf von Blois und Tours und nahm eigenmächtig den Titel und Rechte eines Grafen an. Weiterhin bemächtigte er sich der Grafschaften Chartres und Châteaudun. Theobald war der Sohn des Vizegrafen Theobald des Alten († vor 942) und einer der zwei Ehefrauen seines Vaters. Erstere ist namentlich unbekannt, die zweite war Richilde eine Tochter des Grafen Hugo II. von Bourges und der Rothilde, einer Tochter Kaiser Karls des Kahlen.
Der anglo-normannische Dichter Wace (12. Jahrhundert) beschrieb den Grafen von Blois in seinem Roman de Rou wie folgt: Theobald war voll List und Falschheit, zu Mann noch Frau trug er Freundschaft, für Freie und Gefangene kannte er kein Dank und Mitleid, noch zögerte er vor Verfehlung und Sünde.

## Biographie
Als treuer Anhänger seines Lehnsherren, Herzog Hugo des Großen, stand er diesem im Machtkampf gegen König Ludwig IV. bei. Nachdem der Herzog den König 945 gefangen genommen hatte, wurde Theobald mit dessen Bewachung auf der Burg von Laon betraut. Der König wurde ein Jahr später wieder freigelassen im Tausch für Laon, das er an Herzog Hugo abtreten musste. Theobald wurde dort als Kastellan eingesetzt und verteidigte die Burg dreimal (947, 948, 949) gegen den König, der die Unterstützung König Ottos I. besaß. Nachdem sich beide Parteien 950 versöhnt hatten, wurde Laon wieder dem König übergeben. Zur selben Zeit begann Theobald eine Fehde gegen Erzbischof Artaud von Reims um den Besitz der Burg Coucy, auf die Theobald durch seine Ehe einen Anspruch hatte, der ihm vom Erzbischof streitig gemacht wurde. Aber erst mit Artauds Amtsnachfolger, Odelric, gelang eine Einigung, indem die Burg um 965 an Theobalds Sohn Odo übergeben wurde.
Nach dem Tod seines Schwagers Herzog Alain Schiefbart 952 gelang es Theobald, seinen Einfluss bis in die Bretagne auszudehnen, wo er die Lehnshoheit über die Grafschaft Rennes erlangte, während er die Grafschaft Nantes dem zweiten Ehemann seiner Schwester Graf Fulko II. von Anjou überließ. Beide Grafen waren eng miteinander verbündet und nannten sich anlässlich eines Treffens in Verron gegenseitig „Statthalter und Verwalter des Königreichs Neustrien“ (Gouverneur et administrateur [du] royaume [de Neustrie]) und „Grafen von Gottes Gnaden“ (Comtes par la grâce de Dieu). Doch unter ihren Söhnen sollte eine generationenlange Fehde zwischen den Häusern Blois und Anjou ausbrechen.
Ein weiterer Todesfall sollte das Handeln Theobalds und das seiner Nachkommen entscheidend beeinflussen. Als sein Lehnsherr Herzog Hugo 956 starb, machte sich Theobald dies zunutze, indem er die Unmündigkeit dessen Sohnes Hugo Capet ausnutzte, um sich Chartres und Châteauduns zu bemächtigten, wo er somit die direkte Herrschaft der Robertiner beendete. Dabei genoss er die Zustimmung König Lothars, der sich davon eine Schwächung der Herzoge von Franzien erhoffte. Mit dieser Handlung begründete Theobald eine Vormachtstellung seines Hauses im Norden Frankreichs, vollzog aber auch einen Bruch mit den Robertinern, die als Kapetinger 987 den Thron besteigen sollten, welcher zu einem andauernden feindseligen Verhältnis seiner Nachkommen zu ihnen führte. Ihm selbst brachte er den Beinamen und einen zweifelhaften Ruf ein.
Im Bunde mit dem König führte Theobald 960 eine Invasion gegen die Normandie an, deren Herzog Richard Ohnefurcht der Protektor Hugo Capets war. Nach der Einnahme von Évreux 962 wurden sie jedoch vor Rouen geschlagen, wo auch Theobalds gleichnamiger Sohn getötet wurde. Im Gegenzug führten die Normannen, welche durch Krieger des Harald Blauzahn unterstützt wurden, einen Vergeltungszug gegen Theobalds Gebiete und überfielen das Dunois und brannten Chartres nieder. In einem 966 ausgehandelten Frieden musste er alle seine Eroberungen in der Normandie aufgeben. Dafür stärkte Theobald seinen Einfluss im Berry, indem er die Kontrolle über die Festungen Saint-Aignan, Vierzon und vermutlich auch Aiguillon erlangte und das Erzbistum Bourges zunächst seinem Bruder und dann einem seiner Söhne sicherte. Weiterhin verstärkte er die Verteidigungsanlagen von Chartes und ließ die Burgen von Chinon, Châteaudun und Saumur (960) errichten. Er wurde an der Loire zur beherrschenden Macht, die sogar die des Hugo Capet bedrohte, der deswegen wiederum das Bündnis mit den Grafen von Anjou suchte.
Theobald starb am 16. Januar 975 und wurde in der Abtei Saint-Père in Chartres beigesetzt. Die Mönche der Abtei von Saint-Florent bei Saumur, die Theobald gestiftet hatte, überlieferten der Nachwelt vom Einzug seiner Seele in das Paradies, dank der Fürsprache des Heiligen Florent von Anjou. Sie waren die einzigen, die das behaupteten.

## Familie
Zwischen 942 und 945 heiratete er Ledgard (* wohl 915/920, † 27. Mai nach 978), Tochter des Grafen Heribert II. von Vermandois und Witwe des Normannenherzogs Wilhelm Langschwert († 942). Sie brachte das Land um Provins und Château-Thierry (Omois) in die Ehe sowie ihren Nachkommen die Anwartschaft auf die Grafschaft Champagne. Das Paar hatte vier Kinder:
- Theobald († 962)
- Hugo († 17. Dezember 985 oder 2. Januar 986 (n. St.)), seit 969 Erzbischof von Bourges
- Odo I. (* um 950; † 12. März 996), Graf von Blois
- Emma (* um 955; † 1. August 1004 oder später), Gründerin der Benediktiner-Abtei Bourgueil
  - ⚭ seit ca. 968 mit Herzog Wilhelm IV. Eisenfaust von Aquitanien (Wilhelm II. von Poitou)

| Vorgänger         | Amt                                              | Nachfolger |
| ----------------- | ------------------------------------------------ | ---------- |
| Theobald der Alte | Graf von Blois Graf von Tours 960–975            | Odo I.     |
| Hugo Capet        | Graf von Chartres Graf von Châteaudun um 956–975 | Odo I.     |

| Personendaten    | Personendaten                                                    |
| ---------------- | ---------------------------------------------------------------- |
| NAME             | Theobald I.                                                      |
| ALTERNATIVNAMEN  | Thibaud I. de Blois; Theobald der Betrüger                       |
| KURZBESCHREIBUNG | Graf von Blois, Chartres und Châteaudun sowie Vizegraf von Tours |
| GEBURTSDATUM     | 10. Jahrhundert                                                  |
| STERBEDATUM      | 16. Januar 975                                                   |